# HABワイドステーション
『HABワイドステーション』（エイチエービーワイドステーション）は、北陸朝日放送で2年半に生放送された平日夕方のローカルワイドニュース番組第2号である（=ステーションEYE → ANNスーパーJチャンネルの石川県ローカルパート）。

## 番組概要
- ローカルワイドニュース枠として、それまでの「HAB Uライン」に替わりスタート。

- 1995年10月2日から放映開始[1]、協力クレジットは「協力・朝日新聞」であった。

- 17時台を石川からローカルニュース、18時台はこの番組からほぼ全編東京からのニュースや特集を放送。

- 放送開始当初、関東地方の天気も放送していたがのちに差し替え、ローカルニュースと天気を5分程度放送した（「HABスーパーJチャンネル」は2003年6月30日から2021年3月25日まで関東地方の天気も放送した）。

- 「ステーションEYE ANN」（1997年3月31日からはANNスーパーJチャンネル）のローカル版的位置づけで、テーマ曲は当時のステーションEYE同様、三原善隆『Winning Cup』を使用（テーマ曲に乗せられていたタイトルコールも「ステーションEYE」から近い声質（同じナレーターか否かは不明）での「HABワイドステーション」というものに差し替えられていた）。

- 「HABイブニングリポート」（1998年3月30日から1998年10月2日まで放送）にリニューアルする為、1998年3月27日までに2年間半を以て終了した。

- この番組の放送を優先する関係上、開始当時金曜17時台のテレビ朝日からのネット番組だった『スーパー戦隊シリーズ』（17:30 - 17:55）は遅れネットで別時間帯に編成されていた。この措置については1997年春改編で『スーパーJチャンネル』が開始するにあたり、当時の作品である『電磁戦隊メガレンジャー』が日曜朝へ移動・同時ネット化したことで解消されている。

## 放送時間
| 期間      | 期間      | 放送時間（JST）                       |                                       |
| --------- | --------- | ------------------------------------- | ------------------------------------- |
| 1995.10.2 | 1996.3.29 | 月曜日 - 金曜日 17:40 - 19:00（80分） | 月曜日 - 金曜日 17:40 - 19:00（80分） |
| 1996.4.1  | 1998.3.27 | 月曜日 - 金曜日 17:30 - 19:00（90分） | 月曜日 - 金曜日 17:30 - 19:00（90分） |

## キャスター
- 牧野慎二
- 深井みどり
- 中本圭一
- 金子美奈